# مولي مولوي
مولي مولوي (بالإنجليزية: Molly Molloy)‏ هي مصممة رقص أمريكية، ولدت في 4 أبريل 1940، وتوفيت في 2016.